# Pelias

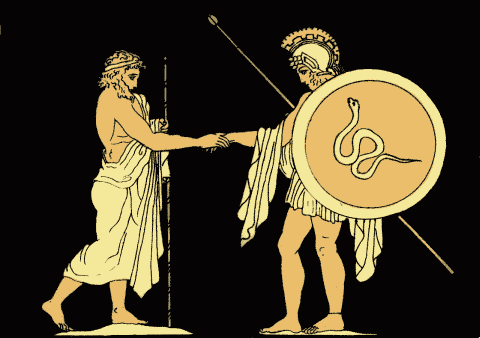
Pelias y Jasón.

Pelias (en griego antiguo Πελίας) fue un rey de Yolco en la mitología griega. Era hijo de Tiro y del dios Poseidón y hermano gemelo de Neleo. Es particularmente conocido por ser el monarca antagonista que envió a Jasón en busca del vellocino de oro, dentro de la historia legendaria de los argonautas.

## Mitología
Pelias era hijo de Tiro y del dios Poseidón, y hermano gemelo de Neleo. Sin embargo, no se le atribuye ninguna facultad sobrehumana como la de algunos héroes de la antigua Grecia. Por su abolengo Pelias pertenece a la estirpe de los Eólidas, descendientes del rey mítico Eolo.   
Tiro estaba casada con Creteo, con quien ya tenía un hijo, Esón, pero estaba enamorada del dios fluvial Enipeo, quien, aunque complacido, no estaba interesado en ella. Poseidón, aprovechando la situación, tomó la forma de Enipeo y se acostó con ella. De esta unión, nacieron los gemelos Pelias y Neleo, a quienes Tiro abanonó. Pelias como bebé fue golpeado con los cascos de una yegua; como quiera que el infante tuvo una marca morada (pelion) fue llamado de esa manera. Cuando llegó a la adultez degolló a Sidero, la madrastra que maltrataba a Tiro. Sidero se refugió apresuradamente en el santuario de Hera y sin embargo Pelias la degolló junto al mismo altar, y en lo sucesivo continuó afrentando a la diosa. Unos dicen que Pelias se negaba a honrar a Hera y por eso ella lo castigó.  Otros más alegan que Pelias pudiera ser hijo de Creteo y Tiro.
La versión más arcaica nos dice que Pelias y Neleo simplemente disputaron entre ellos por el trono y Zeus les concedió reinos separados. Fue entonces cuando Pelias se quedó y empuñó el cetro de Yolco. Otros dicen que Pelias sucedió simplemente a Creteo en el trono. Pelias tenía gran sed de poder y quiso apoderarse de toda la Tesalia, así que envió al exilio a Neleo y encarceló a Esón, que era el primogénito. Mientras estaba encarcelado, Esón se casó y tuvo varios hijos. El más famoso de ellos fue Jasón, quien tendría derecho al trono legítimamente. Esón mandó a su hijo Jasón a ser instruido por el centauro Quirón. Mientras, un oráculo dijo a Pelias que tuviera cuidado con el visitante que llegara calzado con una sola sandalia. Pelias también había matado a Prómaco, otro hijo de Esón, y por esta acción la madre de Jasón lo madijo.
Muchos años después, celebrando Pelias unos sacrificios en honor de Poseidón, llegó Jasón con una sola sandalia, ya que había perdido la otra cruzando un río. Pelias preguntó al recién llegado qué haría si se encontrara con el responsable de su ruina, a lo que Jasón, ignorante de la profecía, le respondió que lo enviaría a buscar el vellocino de oro, Pelias aceptó el consejo —todo formaba parte de una treta de la propia Hera para castigar a Pelias— y envió a buscar el vellocino a Jasón, que emprendió el viaje con los llamados argonautas. Ahora bien, el vellocino estaba en posesión de su enemigo Eetes, rey de la Cólquide.
Cuando, acompañado de Medea, volvió exitoso Jasón con el vellocino de oro, Pelias no quiso entregarle el reino. Medea entonces conspiró para que las hijas de Pelias, las Pelíades, mataran a su padre: les dijo que podía rejuvenecer a un animal viejo despedazándolo e hirviéndolo en un caldero. En la demostración, del caldero saltó un carnero joven. Emocionadas, las hijas despedazaron a su padre para devolverle la juventud, y cometieron así un involuntario parricidio. Medea había sometido al propio Pelias con un temor supersticioso. Se dice que Acasto, con los habitantes de Yolco, enterró a su padre Pelias y expulsó a Jasón y Medea. Otros dicen que en los juegos fúnebres instituidos en honor de Pelias Atalanta fue la vencedora en un certamen de lucha contra Peleo. No obstante otros más alegan que en las exequias fúnebres Glauco, hijo de Sísifo, fue devorado por sus propias yeguas.
En cuanto a su familia, Pelias se desposó con Anaxibia, hija del violento Biante, aunque otros dicen que su esposa era Filómaca, la hija de Anfión, o incluso Alfesibea, hija de Biante y Pero. Sea como fuere Pelias engendró a su sucesor, Acasto, y también a Alcestis —además de a las otras Pelíades, cuyos nombres varían dependiendo de la versión—. Magnesa es una hija de Pelias citada en un fragmento anónimo. Fue precisamente Pelias quien ofreció a Alcestis como esposa al pretendiente que fuera capaz de uncir al mismo carro un león y un jabalí. Como es fama el afortunado fue Admeto y Pelias no tuvo más remedio de concederle la mano de su hija.